# Stadion Matije Gubca
Stadion Matije Gubca – wielofunkcyjny stadion w mieście Krško w Słowenii otwarty w 1980 roku. Obecnie jest używany głównie dla meczów piłki nożnej oraz zawodów żużlowych, w tym Grand Prix. Stadion ma 1728 miejsc siedzących. Podczas zawodów żużlowych otaczający teren jest wykorzystywany jako trybuny (miejsca stojące) i wówczas stadion może pomieścić ponad 16 000 osób.
Na stadionie rozgrywane są zawody Grand Prix Słowenii na żużlu.